# لوريسيات
اللورسايديات (بالإنجليزية: Lorisidae) (أو أحيانًا اللوريديات (Loridae)) فصيلة من الرئيسيات التي تنتمي إلى الفرع الحيوي ستريبسيرهاين (strepsirrhine). وتتميز حيوانات اللورسيات جميعُها بالنحافة وأنها تسكن الأشجار، وتتضمن حيوانات اللوريس والبوتو (potto) والأنجاوانتيبو (نوع من الليمور ذيله غير متطور). وتعيش حيوانات اللورسيات في الغابات الاستوائية الواقعة في وسط أفريقيا بالإضافة إلى جنوب وجنوب شرق آسيا.

## المواصفات
يُغطي الفرو الصوفي جسد حيوانات اللورسيات، ويكون لونها في العادة رماديًا أو بنيًا، أما الجانب العلوي فيكون أكثر قتامة. تتسم عينياه بالاتساع ويتصف وجهه بالبروز إلى الأمام. تستتر أذنياه الصغيرتان في كثير من الأحيان تحت الفراء. ويمكن أن يظهر الإبهامان في وضعية معاكسة أما السبابة فتكون قصيرة. يستخدم اللورسيدا مخلبًا صغيرًا في الإصبع الثاني من القدم الخلفية لتنظيف نفسه؛ ويعتبر هذا أمرًا شائعًا في الطبقة الدُنيا من الرئيسيات. وقد يفتقد هذا الحيوان إلى وجود ذيل له أو يكون ذا ذيل قصير. يصل طولها إلى ما بين 17 و40 سم ويتراوح وزنها ما بين 0.3 و2 كجم، ويتوقف ذلك على حسب النوع. تشبه مواصفات أسنان (dental formula) اللورسيدا حيوان اللَّيمْور: {\displaystyle {\tfrac {2.1.3.3}{2.1.3.3}}}

## السلوكيات
تعتبر حيوانات اللورسيات نهارية وساكنة للأشجار. على عكس الجالاجوس (galagos) (القرد الصغير الليلي) شديد القَرابة، فإن حيوانات اللورسيات لا تقفز أبدًا. يُلاحظ أن بعض حيوانات اللورسيدا تتحرك ببطء متعمد، بينما يتحرك البعض الآخر بسرعةٍ قليلة بين الأغصان. ولهذا كان يُعتقد سابقًا أن حيوانات اللورسيات جميعها بطيئة الحركة ولكن أثبتت التحقيقات باستخدام الضوء الأحمر خطأ هذا الاعتقاد. وعلى الرغم من ذلك فإن الأسرع بينها يتجمد أو يتحرك ببطء، إذا قام بسماع أو رؤية أي مفترس محتمل. وتُمكنهم هذه العادة وهي البقاء بلا حركة من البعد عن الخطر، ويساعدهم في ذلك بيئة الغابة كثيفة الورق والتي تُخفي مواقعهم الحقيقية. يتمسك حيوان اللورسيدا بيديه القويتين بأفرع الأشجار ولا يسهُل إبعاده عنها. تعيش معظم حيوانات اللورسيات وحيدة، أو في مجموعاتٍ عائلية صغيرة.

## التغذية
تتكون الوجبة الرئيسية لمعظم حيوانات اللورسيات من الحشرات، ولكنها أيضًا تتغذى على بيض الطيور والفقاريات الصغيرة بالإضافة إلى الفواكه والنُسْغ.

## التكاثر
تصل فترة الحمل عند أنثى حيوانات اللورسيات من أربعة إلى ستة أشهر، وتلد توأمين. عندما تذهب الأم للبحث عن الطعام تُعلق الصغار نفسها في كثير من الأحيان بأمعاء أمهاتها، أو تنتظر في العش. بعد ثلاثة أو تسعة أشهر - يتوقف ذلك على حسب النوع - يتم فطام الصغار، وتصير كاملة النمو في خلال عشرة إلى تسعة عشر شهرًا. قد يصل مأمول الحياة لحيوانات اللورسيات إلى فوق العشرين عامًا.

## التصنيف
يوجد خمسة أجناس وأحد عشر نوعًا من اللورسيات.
- الرتبة = الرئيسيات
  - الطبقة ببروسيمياس (البدائية): أي ما قبل القردة
    - الطبقة التحتية أشكال الليمور
    - الرتبة الفرعية = اللورسيفورمات
      - فصيلة اللورسيات
        - تحت عائلة البروديكتسينا (Perodicticinae)
          - جنس أركتوثيبس (Arctocebus)
            - كالابر أنجونتيبو (Calabar angwantibo), أركوتوثِيبس كَالَبرنسيس (Arctocebus calabarensis)
            - البوتو الذهبي (Golden angwantibo), أركوتوثِيبس أورويس(Arctocebus aureus)

          - جنس بروديكتس (Perodicticus)
            - بوتو، بروديكتس بوتو

          - جنس البوتو الزائف (Pseudopotto)
            - بوتو الزائف، بوتو الزائف، مارتيني

        - تحت عائلة اللورينا (Lorinae)
          - جنس اللورِس
            - جنس اللورس الأحمر (Red slender loris)، لورِس تارديجراديوس (Loris tardigradus)
            - اللورس الرمادي (Gray slender loris), لورس ريدِكَسنيوس (Loris lydekkerianus)

          - جنس نيكتثيبس (Nycticebus)
            - اللورس البطيء صندا (Sunda slow loris), نيكتِثيبيوس كوكانجو (Nycticebus coucang)
            - لورس بينغال البطيء (Bengal slow loris), نيكتِثيبيوس بينغالينسيس (Nycticebus bengalensis)
            - لورس بايجيم البطيء (Pygmy slow loris), نيكتِثيبيوس بيجيميوس (Nycticebus pygmaeus)
            - لورس جوان البطيء (Javan slow loris), نيكتِثيبيوس جافانوس (Nycticebus javanicus)
            - لورس جزيرة بورنيو (Bornean slow loris), نيكتِثيبس مينجنسس (Nycticebus menagensis)

      - عائلة جالاجيدا (Galagidae): الجالاجوس

  - طبقة نسناسيات بسيطة الأنف: منها حيوانات الأبخص والسعدان والقردة